# برايان كوكسن
برايان كوكسن (بالإنجليزية: Brian Cookson)‏ هو دراج بريطاني، ولد في 22 يونيو 1951 في لانكشر في المملكة المتحدة.

## وصلات خارجية
- برايان كوكسن على موقع أوليمبيديا (الإنجليزية)

- الموقع الرسمي